# Філіс Омідо
Філіс Омідо (народжена Філіс Індіаці Омідо, нар. приблизно 1978 р.), названа «східноафриканською Ерін Брокович» - кенійська екологічна активістка. Вона була однією з 6 осіб, які були нагороджені екологічною премією Goldman у 2015 році. Вона відома тим, що організувала протести проти свинцевого заводу, розташованого в центрі Овіно-Ухуру, нетрях поблизу Момбаси. Завод спричиняв отруєння свинцем, підвищуючи вміст свинцю в навколишньому середовищі, вбиваючи мешканців, зокрема дітей, та завдаючи шкоди іншим, у тому числі її власній дитині. Зрештою, завод був закритий.
Вона є засновницею Центру юстиції, управління та екологічних дій (CJGEA).

## Особисте життя
Філіс Омідо народилася в селі Кідіньє, округ Віхіга, в сім’ї Маргарет Омідо та Альфреда Омідо. Вона має двох братів і сестру. Її старший брат Джордж Мукуту. Сестру Омідо звуть Сьюзан Моняні Касукі. Її молодший брат - Сайлас Енане.
Омідо є самотньою, відданою матір’ю двох дітей на ім’я Кінгдевід Єремія Індіаці і Маргарет Есма Ехва. Вона вивчала бізнес-адміністрування в Університеті Найробі та працювала в промисловості в Кенії більше 15 років.

## Активізм

### Організація проти плавильного заводу
Завод почав роботу в Овіно-Ухуру в 2009 році. Він переробляв свинець від старих автомобільних акумуляторів. Результатом процесу були свинцеві пари, які потрапляли в навколишнє середовище. Крім того, кислі стічні води не очищалися і скидалися в потоки, у яких купалися місцеві мешканці.
Працюючи офіцером зі зв’язків з громадою, Омідо замовила оцінку впливу на навколишнє середовище (ОВНС). Результати показали, що завод виділяє свинець у навколишнє середовище. Як спеціалістка зі зв’язків з громадськістю, вона рекомендувала закрити та знову відкрити плавильний завод в іншому місці. Її керівництво не погодилося і перепризначило її, залучивши іншого консультанта для завершення ОВНС.
Невдовзі після того, як вона почала працювати на плавильному заводі, дитина Омідо захворіла. Вона швидко відвезла її до лікарні. Спочатку вони думали, що це тиф або малярія, але було встановлено, що це отруєння свинцем. Вона прийшла до висновку, що він, мабуть, був з плавильного заводу. Осідо вибрала трьох випадкових дітей і здала їх аналізи крові. У кожному з них рівень свинцю був вище безпечного рівня відповідно до стандартів, встановлених Центрами США з контролю та профілактики захворювань. Потім вона залишила роботу і розпочала кампанію за закриття заводу.
У 2012 році біля Омідо будинку до неї із сином підійшли озброєні люди, але їй вдалося втекти.
Не отримавши від керівників компанії та урядовців результатів щодо закриття заводу, вона організувала демонстрацію. Під час критики токсичних відходів Філіс була заарештована разом із 16 іншими членами CJGEA. В офісах CJGEA були проведені обшуки, поліція вилучила документи та комп’ютери. Після ночі у в'язниці активістку звинуватили у «підбурюванні до насильства» та незаконному збиранні. Після тривалої судової сутички суддя закрив справу за статтею 210. Магістрат заявив, що вона діяла в рамках закону.
Потім Філіс почала отримувати допомогу від Human Rights Watch та інших груп. Вона зустрілася зі спеціальним доповідачем ООН з питань токсичних відходів. Це спонукало Сенат Кенії прибути на завод для оцінки претензій. Остаточно завод був закритий у січні 2014 року.

### Центр юстиції, управління та екологічних дій
У 2009 році Омідо заснувала Центр юстиції, управління та екологічних дій (CJGEA). Зареєстрована в окрузі Кіліфі та розташована в Момбасі, організація була створена для вирішення екологічних проблем, з якими стикаються поселення поблизу промислових районів Кенії. Роблячи це, CJGEA також бере участь у вирішенні інших питань, таких як управління, зміна політики та права людини. Програми, які надає організація – це питання зміни клімату та управління навколишнім середовищем, активність і права людини, правова допомога та освіта.
При створенні фільму про отруєння громад токсичними матеріалами CJGEA співпрацювала з Human Rights Watch. У фільму показані проблеми зі смертю та здоров’ям, а також безкарність та нехтування довкіллям та верховенством права, вчинені правопорушниками. Прем'єра фільму відбулася 24 червня 2014 року, щоб збігтися з першою Асамблеєю ООН з навколишнього середовища, що відбулася в Найробі.

### Останні роботи
У лютому 2013 року, представляючи CJGEA, Омідо взяла участь у консультаційному форумі Програми ООН з навколишнього середовища з прав людини та навколишнього середовища, спонсором якого виступила Програма ООН з навколишнього середовища.
У 2013 році Омідо представляла кенійських правозахисниць та правозахисників у зоні ризику в Дубліні, Ірландія.
У 2014 році, щоб відвідати Консультативний форум захисників прав людини Universal Rights Group, вона поїхала до Женеви (Швейцарія).
З 5 по 7 вересня 2014 року вона відвідала 3-ю конференцію Інституту ООН з підготовки та досліджень – Єльська конференція з екологічного врядування та демократії в Єльському університеті, Нью-Хейвен (Коннектикут).
23 вересня 2014 року була присутня на фінському міжнародному семінарі з прав людини KIOS.
Філіс продовжує лобіювати екологічні проблеми в уряді. У 2014 році були перенесені в інші частини Момбаси три заводи з виплавки токсичних відходів, що розміщувалися у бідних міських поселеннях.
У 2021 році вона була включена до Time 100 - щорічного списку 100 найвпливовіших людей світу за версією Time.

## Нагороди
Омідо була однією із шести лауреатів премії Goldman Environmental Prize 2015 року. Нагорода є найбільшою у світі для низових активістів екології. Вона отримала трофей разом із грошовим призом у розмірі 175 000 доларів США або 5,7 мільйона кенійських шилінгів.
Омідо увійшла до списку 100 жінок BBC, оголошеного 23 листопада 2020 року.
Інші нагороди, які вона отримала за роки своєї діяльності:
| Рік      | Нагорода                                                                     |
| -------- | ---------------------------------------------------------------------------- |
| 2018 рік | Чемпіонка з охорони навколишнього середовища округу Момбаса                  |
| 2018 рік | Асоціація адвокатів Італії Відважна жінка та почесний член колегії адвокатів |
| 2020 рік | Премія Ethecon Blue Planet.                                                  |

## Зовнішні посилання
- Центр юстиції, управління та екологічних дій (CJGEA)